# Marek Reichman
Marek Reichman (Sheffield, 1966) è un designer britannico vicepresidente esecutivo e direttore creativo di Aston Martin.

## Biografia

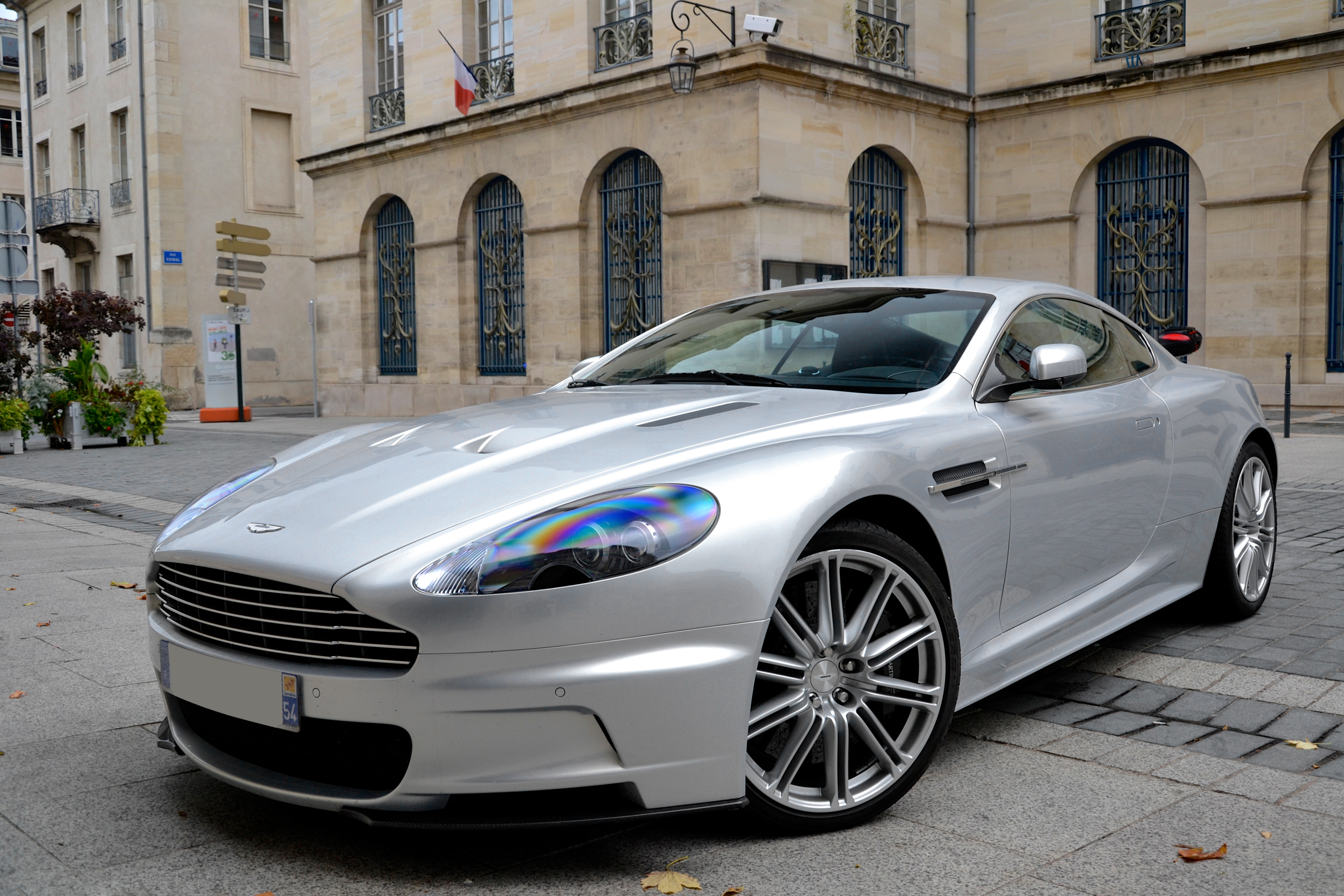
L'Aston Martin DBS, una delle prime opere di Reichman dall'approdo alla casa inglese

Ha conseguito una prima laurea in design del prodotto industriale presso la Teesside University a Middlesbrough e ha poi continuato i suoi studi al Royal College of Art di Londra, dove è stato insignito della laurea specialistica in design del veicolo. Nel 2008 Marek è stato invitato proprio dal Royal College of Art per tenere alcune lezioni come visiting professor, che gli hanno consentito di spiegare ai nuovi studenti i concetti del design automobilistico moderno. Nel 2011, la Teesside University gli ha conferito un dottorato onorario.
Ha iniziato la sua carriera lavorativa come designer nel 1991 alla Rover. Nel 1995 si è trasferito in California alla Designworks, un’azienda partner del gruppo BMW, dove è diventato senior designer e ha dato vita ad un nuovo corso stilistico per i futuri modelli Land Rover, il più importante dei quali è sicuramente la terza generazione della Range Rover, uscita nel 2003. Inoltre è stato fortemente coinvolto nel design della Rolls-Royce Phantom.
Nel 1998 è tornato nel Regno Unito, dove ha creato a Londra uno studio di design in grado di produrre modelli in scala 1:1. È entrato a far parte di Ford nel 1999 come responsabile del design della stessa Ford e dei marchi Lincoln e Mercury. Dalla sua matita sono nate le concept car Lincoln MKX e Navicross.

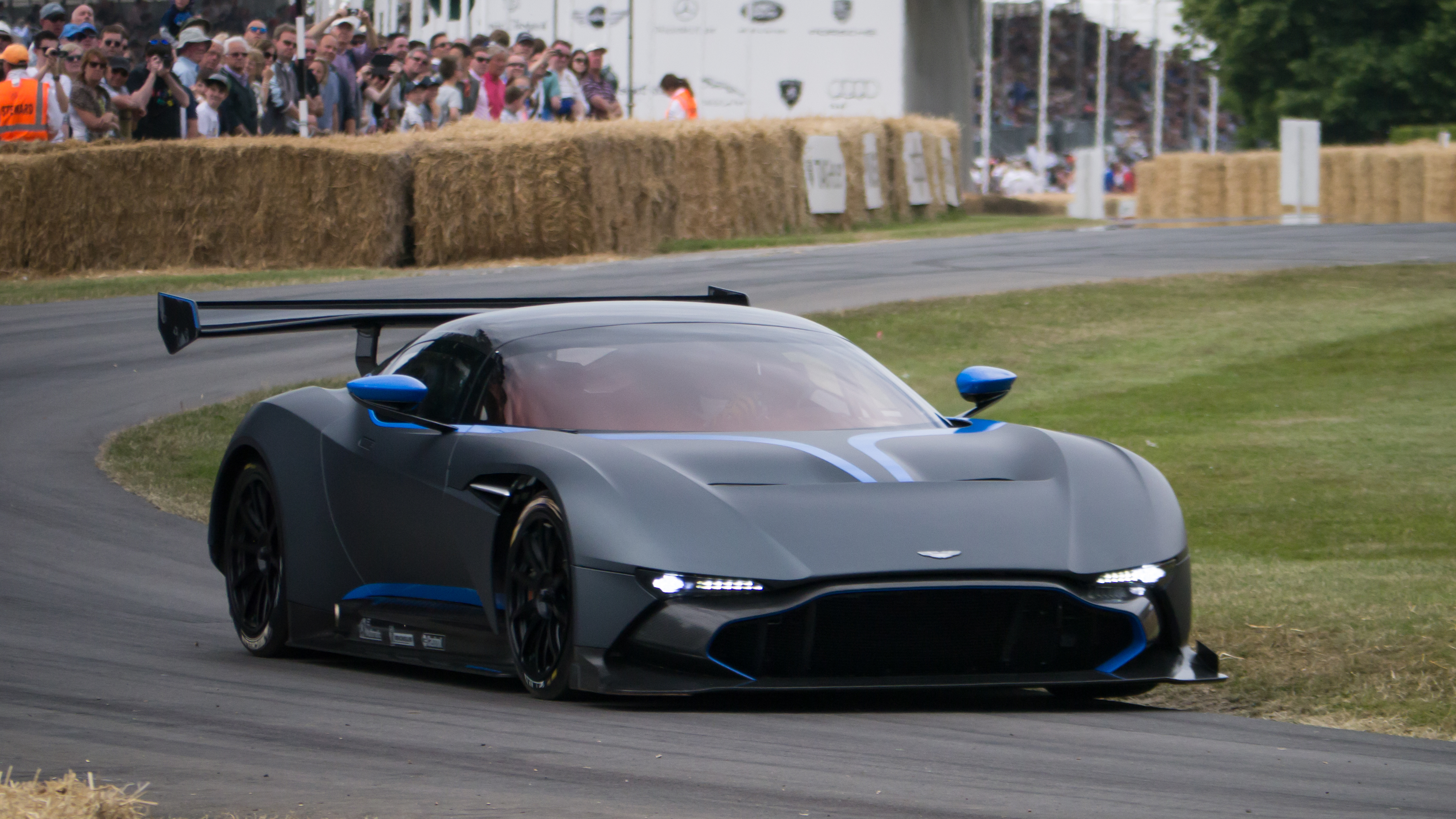
L'Aston Martin Vulcan

La sua posizione in Ford gli ha permesso di entrare in contatto con Aston Martin, azienda che allora faceva parte del gruppo Ford, e nel 2005 è stato promosso a capo del design di questo marchio. Nei cinque anni successivi Aston Martin ha vissuto uno dei periodi più prolifici della sua storia, tra i nuovi modelli firmati da Reichman ci sono stati la Rapide, una coupé a quattro porte, la DBS che è stata l’auto di James Bond nel film Quantum of Solace, e la One-77.
Tra gli ultimi lavori sotto la sua direzione ci sono la DB10, prototipo guidato da James Bond nel film Spectre, la CC100, concept progettata per celebrare il centenario della casa, le sportive prodotte in tiratura limitata Vulcan e Valkyrie, oltre ad auto di serie come la Virage, la nuova Vanquish e la DB11.
Nel 2014 ha guidato il team di designer che si è occupato dello sviluppo della concept car Aston Martin DP-100 in esclusiva per il videogioco Gran Turismo 6.

## Modelli progettati
- Rolls-Royce Phantom
- Lincoln MKX Concept
- Lincoln Navicross Concept
- Land Rover Range Rover Mk lll
- Aston Martin DBS V12 (2006)
- Aston Martin V8 Vantage Roadster (2007)
- Aston Martin One-77 (2009)
- Aston Martin V12 Zagato (2012)
- Aston Martin CC100 (2013)
- Aston Martin DP100 (2014)
- Aston Martin Vulcan (2015)
- Aston Martin DBX Concept (2015)
- Aston Martin DB10 (2015)
- Aston Martin DB11 (2016)
- Aston Martin Valkyrie (2016)